# Labbacallee

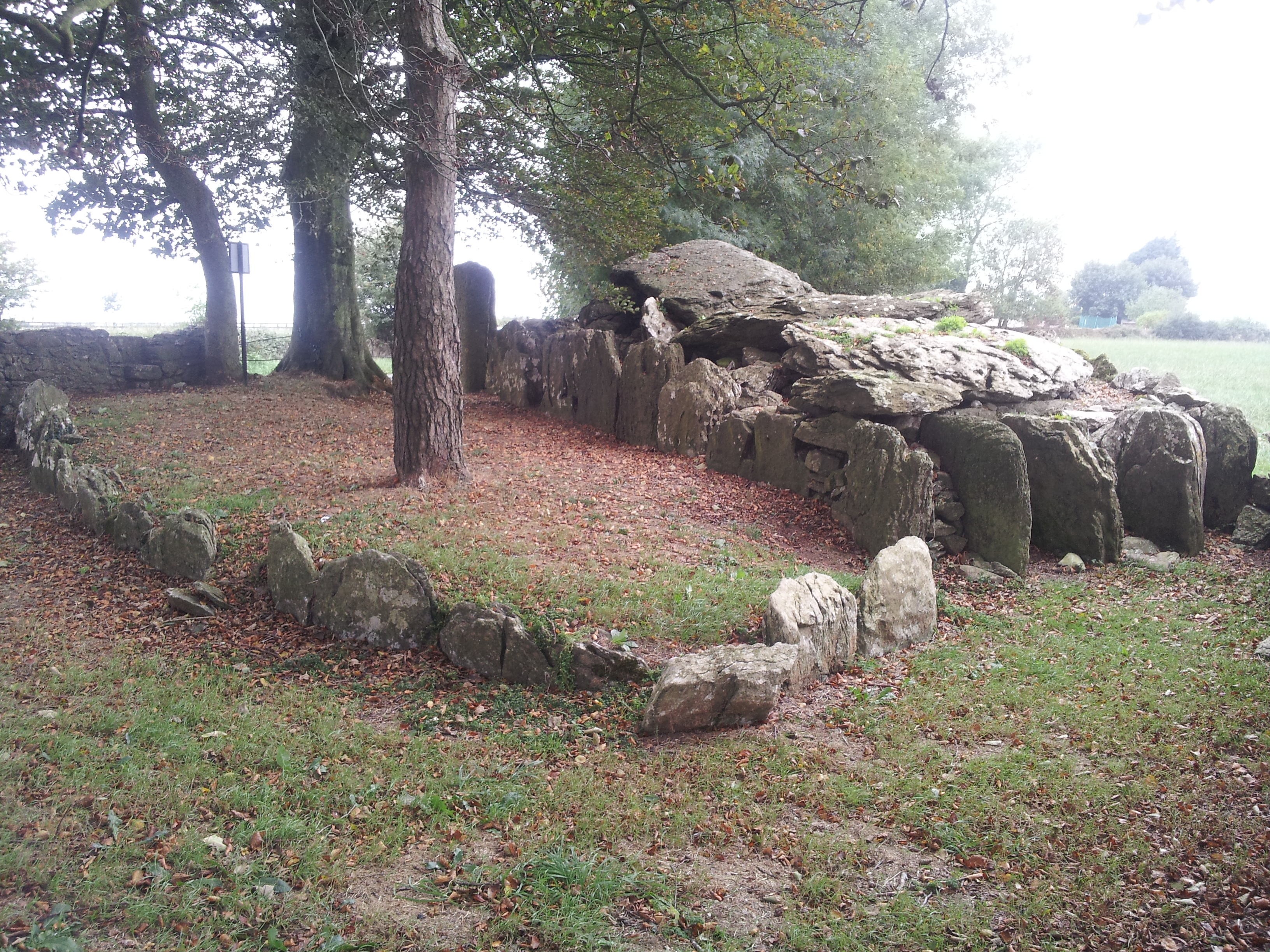
Labbacallee

Labbacallee (irisch Leaba Caillighe – „Bett [einer] Hexe“) ist mit über 14,0 m Länge das größte irische Wedge Tomb. Es liegt im County Cork, im Südwesten von Irland etwa zwei Kilometer südöstlich von Glanworth und acht Kilometer nordwestlich von Fermoy. Wedge Tombs (deutsch „Keilgräber“), früher auch „wedge-shaped gallery grave“ genannt, sind ganglose, mehrheitlich ungegliederte Megalithbauten der späten Jungsteinzeit und der frühen Bronzezeit.

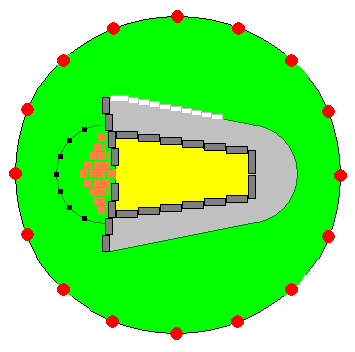
Prinzipskizze eines Wedge Tombs

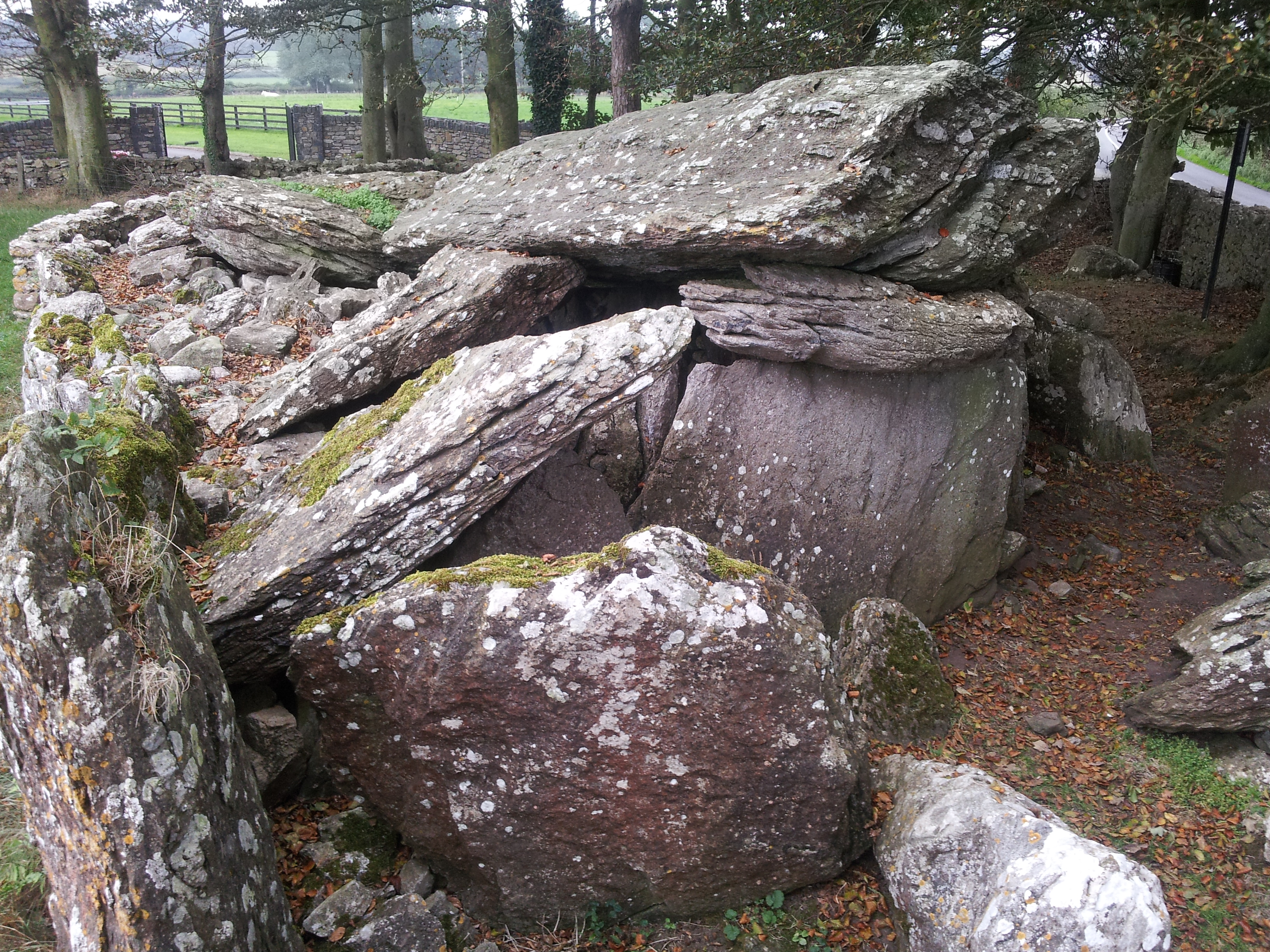
Labbacallee

## Beschreibung
Vor der Galerie liegen die Reste eines großen rechteckigen Vorhofs, der breiter als die Galerie ist und von einer fragmentarischen Reihe großer Menhire begleitet wird. Die in einem keilförmigen Steinhügel, dessen Randsteine noch weitgehend vorhanden sind, befindliche Galerie besteht aus einer großen rechteckigen doppelwandigen Hauptkammer von 6,2 m Länge aus massiven Steinblöcken und einer schmaleren, durch eine Platte abgetrennten, 0,9 m langen Endkammer im Osten. Die anders als üblich, mit fünf axial gestellten Endsteine mit Zwischenmauerwerk abschließt. Die Decke bilden drei riesige Steine. Der größte ist 3,8 m lang und wiegt zehn Tonnen.
Die Ausgrabung im Jahr 1934 erbrachte eine Anzahl Fragmenten eines spätsteinzeitlichen dekorierten Gefäßes und Fragmente von Knochen und Feuerstein. Die Radiocarbon-C14-Untersuchungen datieren die Knochendeponierungen zwischen 2202 und 2138 v. Chr.
Die Anlage ähnelt sowohl französischen Galeriegräbern in Größe und Entwurf, als auch einem der Wedge Tombs im Burren im County Cavan.